# Solstaten
Solstaten (italienska: La città del sole; latin: Civitas solis) är en skildring av ett tänkt idealsamhälle, författad 1602 av den italienske filosofen och dominikanermunken Tommaso Campanella (1568–1639). Den utkom i tryck första gången 1623, men då i en översättning till latin, Civitas solis. Bland föregångare brukar nämnas främst Platons Staten men även Thomas Mores Utopia.

## Historik
Tommaso Campanella skrev Solstaten 1602 när han satt i fängelse i Neapel, anklagad för uppvigling och kätteri. Manuskriptet cirkulerade sedan i olika versioner i Italien och från 1613 även i författarens egen översättning till latin. Den latinska texten utkom i tryck första gången 1623 i Frankfurt och i en omarbetad version 1637 i Paris. Första italienska utgåvan kom 1904. En förkortad svensk översättning av Carl Elof Svenning kom 1934. År 1974 gjordes en översättning till svenska av hela verket av Paul Enoksson.
Såväl Svenning som Enoksson har valt att översätta titeln La città del sole som Solstaten även om Solstaden kunde varit en mer bokstavlig översättning. Enoksson motiverar det med att Campanella skildrar en statsbildning lik den antika grekiska stadsstaten som omfattade ett område större än själva staden.

## Solstaten
Det yttre ramen är en dialog, ett samtal som tänks ha ägt rum i en italiensk hamnstad hundra år före Campanellas samtid. En sjöfarare, ”Genuesaren”, berättar för ”Hospitaliten” (en medlem i hospitaliternas orden, alltså johanniter- eller malteserorden) om hur han under en världsomsegling kom till ön Taprobana, ett äldre namn för Ceylon.
Efter att ha gömt sig en skog en tid kommer han till en stor slätt. Där möts han av en skara beväpnade män och kvinnor och flera av dem talar hans språk. De för honom till en stad omgiven av en ringmur.
Staden är uppdelad i sju kretsar innanför varandra med namn efter de fem kända planeterna samt solen och månen. Varje krets är omgiven av en mur. Man kan ta sig från en krets till en annan genom portar belägna i de fyra väderstrecken. Utanför staden finns omfattande befästningsverk. Sammantaget gör detta att staden i praktiken är omöjlig att erövra av fiendestyrkor. Mitt i den innersta kretsen finns ett tempel och i dess centrum ett altare. På altaret finns två stora glober, en himmelsglob och en jordglob.
Solstaten leds av en vald överstepräst, kallad Sol, i texten alltid skriven med det astrologiska soltecknet ☉. Han har tre rådgivare, Pon, Sin och Mor, det vill säga Makt, Vishet och Kärlek. Makten ansvarar för militärväsendet, Visheten för vetenskap och teknik och Kärleken för släktets förökning, uppfostran, läkekonst och sådd och skörd. Under Pon, Sin och Mor finns ytterligare rådgivare. Totalt finns fyrtio styresmän.
Stora rådet håller möte var fjortonde dag, Det utgörs av hela befolkningen från tjugo år och uppåt, både män och kvinnor.  På mötet kan var och en föra fram sina synpunkter. Ämbetsmännen växlar efter folkets vilja. De fyra främsta, Sol, Pon, Sin och Mor, avgår dock först när de ser att någon annan har större kunskaper.
All verksamhet är hårt reglerad för att gynna det allmänna och därmed också den enskilde. Ledarna bestämmer vem som ska paras samman med vem och när samlag kan ske för att avkomman ska bli optimal. Tidpunkten avgörs av hur stjärntecknen står på himlen. Barnen stannar hos sina mödrar tills de är två år gamla, därefter uppfostras de gemensamt. Liksom i många andra utopier anses barnens undervisning vara av avgörande betydelse och alla barnen får del av denna. Det blir tydligt vilka färdigheter de har och vilka yrken de passar för, men alla yrken anses vara lika värdefulla. 
All egendom är gemensam. Styresmännen fördelar förnödenheter efter behov. Dygderna, exempelvis frikostighet, kyskhet, rättvisa, styrka osv, har var sin särskild övervakare. Svårare brott som mord och stöld förekommer därför nästan inte alls. Den som ertappas för någon mindre förseelse tvingas till en tids botgöring. I grövre fall kan dock dödsstraff utdömas.
Vetenskap och teknik betonas. Genuesaren förevisades avancerade uppfinningar. Det anses viktigare att studera naturen direkt än att memorera boklig kunskap. (Campanella polemiserar här mot skolastiken). Man skickar sändebud till länder runt om i världen och för att inhämta kunskap. 
Religionen är odogmatisk och synkretistisk. Man tror på själens odödlighet. Campanella har inspirerats av både kristendom och andra läror, inte minst astrologi.

## Citat
| ”                 | Det mest originella med Solstaten är det faktum att det nu för första gången presenteras ett utkast till en verklig ”kulturstat” varav även följer beteckningen ”folkstat”, ”etisk stat”, ”rättsstat”, ”pedagogisk stat”, ”lekande stat”, ”teologisk stat” och ”fredsstat-kärleksstat”. | „ |
| – Giacomo Oreglia | |   |